# Angelo Schiavio
Angelo Schiavio (Bologna, 15 ottobre 1905 – Bologna, 17 settembre 1990) è stato un calciatore e allenatore di calcio italiano, di ruolo attaccante. Fu campione con l'Italia nel mondiale del 1934, dove fu anche vicecapocannoniere con 4 gol tra cui quello decisivo segnato nei tempi supplementari della finale contro la Cecoslovacchia.

## Caratteristiche tecniche
(Centravanti, di Bruno Roghi, Emilio Violanti e Giuseppe Meazza, Milano, Sperling&Kupfer, 1955, p. 87)

## Carriera

### Giocatore

#### Club

##### Fortitudo Bologna
Schiavio esordì con i colori biancoblù della S.G. Fortitudo Bologna, la sezione calcio della omonima polisportiva bolognese, e disputò il campionato di Promozione 1921-1922.

##### Bologna
Nato da una famiglia di commercianti originaria di Gorla (piccola frazione sul lago di Como fra i comuni di Veleso e Zelbio) Schiavio giocò in Serie A solo con la maglia del Bologna in 16 stagioni. Esordì in rossoblù il 28 gennaio 1923, contro la Juventus, nel campionato di Prima Divisione 1922-1923. Prese il posto del forte e sfortunato Cesare Alberti, segnando 6 volte in 11 partite. L'anno seguente contribuì a portare il Bologna alle finali di Lega Nord, ma perse contro il Genoa che diventò campione d'Italia.
Schiavio e Luis Monti furono protagonisti di numerosi episodi negativi nel corso delle rispettive carriere. Il loro primo duro contatto avvenne il 15 agosto 1929, a Buenos Aires, nel corso della tournée in Sud America del Bologna: nella gara Monti intervenne più volte sul bolognese e fu sfiorata la rissa in numerose occasioni.
Il secondo fu il 1º maggio 1932, nella gara di campionato tra i rossoblu e la Juventus: al 44' Monti colpì violentemente Schiavio, che fu trasportato a braccia fuori dal campo; ci volle oltre mezz'ora per rianimarlo. I due furono riappacificati anni dopo da Vittorio Pozzo.
Schiavio si affermò definitivamente nel 1925, con il primo storico scudetto del Bologna, legato anche alle sfide infinite col Genoa nelle finali di Lega Nord, che comportò lo svolgimento di 5 partite, di cui tre di spareggio. Quell'anno Schiavio segnò 15 reti, che a novembre gli valsero la convocazione in Nazionale. Attaccante di eccezionali classe e potenza, dotato di dribbling micidiale, Schiavio tenne una media realizzativa impressionante: nel campionato 1925-26 - il Bologna raggiunse ancora la finale di Lega Nord, persa in tre partite contro la Juventus - andò a segno 26 volte in 23 partite; nel 1928-29 (secondo scudetto del Bologna) segnò 29 reti in 29 partite. Con l'avvento del girone unico, Schiavio fu ancora protagonista con lo “squadrone che tremare il mondo fa”, com'era chiamato il Bologna, diventando capocannoniere nel 1931/32 con 25 reti insieme al fiorentino Petrone, e l'anno dopo arrivò secondo, con 28 reti, dietro Felice Borel, diciottenne rivelazione juventina che segnò il record di 29 gol in 28 gare.
Nel 1932 e 1934, grazie ai suoi gol, il Bologna riuscì a vincere, prima e unica squadra italiana dell'epoca, la Coppa dell'Europa Centrale, allora il massimo trofeo continentale per club. In campionato si rese ancora protagonista, conquistando col Bologna il terzo scudetto nel 1935/36 e il quarto nel 1936/37, sebbene avesse giocato solo 2 gare segnando 2 reti. Chiuse la carriera a 33 anni nel 1937/38 con poche altre gare. Nello stesso anno due sue reti valsero la conquista del Torneo Internazionale dell'Expo Universale di Parigi, manifestazione nella quale il Bologna in finale sconfisse gli inglesi del Chelsea per 4 a 1.
Coi rossoblù segnò 242 gol in 348 partite di campionato. È il primatista assoluto del Bologna per reti segnate e il quarto di tutti i tempi del campionato italiano, pre e post girone unico, dietro Silvio Piola, con 290 reti, Giuseppe Meazza, con 263 reti, e Francesco Totti, con 250 reti. La sua eccezionale media gol (0,69 a partita) è primato tra gli italiani, eguagliato solamente da Luigi Cevenini tra i giocatori che hanno segnato almeno 100 reti in Serie A, e seconda in assoluto dietro Gunnar Nordahl (0,77 a partita).
Per numero di presenze è il nono rossoblù di tutti i tempi, con 364 gare ufficiali.

#### Nazionale

Schiavio in nazionale

Esordì in azzurro nella partita allo stadio Appiani di Padova contro la Jugoslavia, il 4 novembre 1925. Nella sfida contro gli slavi, Schiavio realizzò le reti del 2-1 italiano. Nonostante le prodezze in campionato, in nazionale non ebbe vita facile e il commissario unico Rangone spesso gli preferì il torinese oriundo Julio Libonatti, pur convocandolo per le Olimpiadi del 1928, durante le quali si distinse particolarmente. Memorabile la sua partita contro l'Uruguay di José Leandro Andrade.

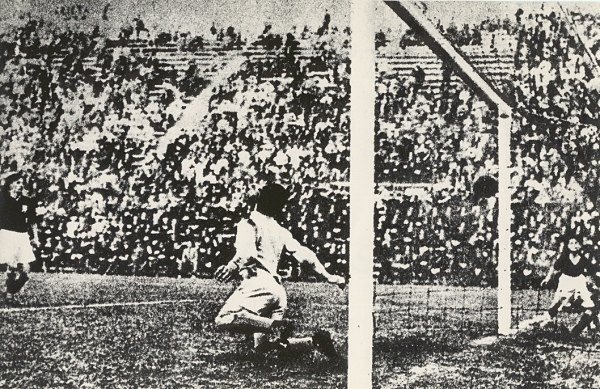
Il decisivo 2-1 di Schiavio alla Cecoslovacchia nei supplementari della finale della Coppa Rimet 1934, che consegnò all'Italia il suo primo titolo mondiale.

Nonostante non fosse sempre stato titolare fisso in Nazionale, Schiavio fu chiamato dal commissario unico Vittorio Pozzo a ricoprire il ruolo di centravanti alla Coppa del Mondo del 1934 in Italia, visto che Giuseppe Meazza sempre più spesso giocava da mezzala piuttosto che da centrattacco. Schiavio mise a segno tre reti negli ottavi contro gli Stati Uniti, superati per 7-1, e soprattutto realizzò a František Plánička lo storico gol del 2-1 nei supplementari della finale contro la Cecoslovacchia. Terminò così la sua carriera azzurra: il suo quindicesimo gol in 21 partite gli aveva valso la Coppa del Mondo. In quella edizione giunse secondo in classifica marcatori dopo Oldřich Nejedlý che segnò 5 goal. Riportò inoltre le vittorie del 1930 e 1935 nella Coppa Internazionale.

### Allenatore

#### Bologna
Già allenatore-giocatore del Bologna nell'annata 1933-1934 - fece parte di una commissione tecnica composta dagli ex compagni di squadra Pietro Genovesi e Bernardo Perin, in sostituzione dell'esonerato Achille Gama -, abbandonato il calcio giocato non si allontanò del tutto dalla sua vecchia squadra, al punto che nel campionato della ripresa postbellica 1945-46 il presidente Renato Dall'Ara gli affidò, di nuovo in coppia con Pietro Genovesi, la guida tecnica del Bologna, in forte crisi. I modesti risultati ottenuti dalla squadra indussero però il presidente a revocare l'incarico ai due ex-campioni, prima della fine del campionato.

#### Nazionale
Negli anni cinquanta la FIGC decise di avvalersi dell'esperienza di Schiavio per la guida della Nazionale. Tra il 1953 e il 1958 quindi l'ex calciatore fu chiamato a far parte delle commissioni tecniche che guidarono la rappresentativa italiana in quegli anni: dapprima con Czeizler e Piola, poi con Marmo, Pasquale, Tentorio e Foni, infine in un'altra commissione allargata a Biancone.

## Dopo il calcio
Terminata la carriera nel calcio, Schiavio si dedicò alla sua azienda di abbigliamento, situata in pieno centro storico a Bologna.
È deceduto a Bologna nel 1990 ed è sepolto nel Cimitero Monumentale della Certosa di Bologna.

## Statistiche

### Presenze e reti nei club
| Stagione        | Squadra         | Campionato      | Campionato | Campionato | Coppe nazionali | Coppe nazionali | Coppe nazionali | Coppe continentali | Coppe continentali | Coppe continentali | Altre coppe | Altre coppe | Altre coppe | Totale | Totale |
| Stagione        | Squadra         | Comp            | Pres       | Reti       | Comp            | Pres            | Reti            | Comp               | Pres               | Reti               | Comp        | Pres        | Reti        | Pres   | Reti   |
| --------------- | --------------- | --------------- | ---------- | ---------- | --------------- | --------------- | --------------- | ------------------ | ------------------ | ------------------ | ----------- | ----------- | ----------- | ------ | ------ |
| 1922-1923       | Bologna         | 1D              | 11         | 6          | -               | -               | -               | -                  | -                  | -                  | -           | -           | -           | 11     | 6      |
| 1923-1924       | Bologna         | 1D              | 24         | 16         | -               | -               | -               | -                  | -                  | -                  | -           | -           | -           | 24     | 16     |
| 1924-1925       | Bologna         | 1D              | 27         | 15         | -               | -               | -               | -                  | -                  | -                  | -           | -           | -           | 27     | 15     |
| 1925-1926       | Bologna         | 1D              | 23         | 26         | -               | -               | -               | -                  | -                  | -                  | -           | -           | -           | 23     | 26     |
| 1926-1927       | Bologna         | DN              | 25         | 15         | CI              | 1               | 1               | -                  | -                  | -                  | -           | -           | -           | 26     | 16     |
| 1927-1928       | Bologna         | DN              | 30         | 26         | -               | -               | -               | -                  | -                  | -                  | -           | -           | -           | 30     | 26     |
| 1928-1929       | Bologna         | DN              | 29         | 29         | -               | -               | -               | -                  | -                  | -                  | -           | -           | -           | 29     | 29     |
| 1929-1930       | Bologna         | A               | 15         | 7          | -               | -               | -               | -                  | -                  | -                  | -           | -           | -           | 15     | 7      |
| 1930-1931       | Bologna         | A               | 21         | 16         | -               | -               | -               | -                  | -                  | -                  | -           | -           | -           | 21     | 16     |
| 1931-1932       | Bologna         | A               | 30         | 25         | -               | -               | -               | -                  | -                  | -                  | CEC         | 3           | 1           | 33     | 26     |
| 1932-1933       | Bologna         | A               | 33         | 28         | -               | -               | -               | -                  | -                  | -                  | -           | -           | -           | 33     | 28     |
| 1933-1934       | Bologna         | A               | 19         | 9          | -               | -               | -               | -                  | -                  | -                  | CEC         | 6           | 5           | 25     | 13     |
| 1934-1935       | Bologna         | A               | 27         | 13         | -               | -               | -               | -                  | -                  | -                  | -           | -           | -           | 27     | 13     |
| 1935-1936       | Bologna         | A               | 26         | 9          | CI              | 1               | 0               | -                  | -                  | -                  | CEC         | 1           | 1           | 28     | 10     |
| 1936-1937       | Bologna         | A               | 2          | 2          | -               | -               | -               | -                  | -                  | -                  | CEC         | 2           | 1           | 4      | 3      |
| 1937-1938       | Bologna         | A               | 6          | 0          | -               | -               | -               | -                  | -                  | -                  | -           | -           | -           | 6      | 0      |
| Totale carriera | Totale carriera | Totale carriera | 348        | 242        |                 | 2               | 1               |                    | -                  | -                  |             | 12          | 8           | 362    | 251    |

### Cronologia presenze e reti in nazionale
| Cronologia completa delle presenze e delle reti in nazionale ― Italia | Cronologia completa delle presenze e delle reti in nazionale ― Italia | Cronologia completa delle presenze e delle reti in nazionale ― Italia | Cronologia completa delle presenze e delle reti in nazionale ― Italia | Cronologia completa delle presenze e delle reti in nazionale ― Italia | Cronologia completa delle presenze e delle reti in nazionale ― Italia | Cronologia completa delle presenze e delle reti in nazionale ― Italia | Cronologia completa delle presenze e delle reti in nazionale ― Italia |
| Data                                                                  | Città                                                                 | In casa                                                               | Risultato                                                             | Ospiti                                                                | Competizione                                                          | Reti                                                                  | Note                                                                  |
| --------------------------------------------------------------------- | --------------------------------------------------------------------- | --------------------------------------------------------------------- | --------------------------------------------------------------------- | --------------------------------------------------------------------- | --------------------------------------------------------------------- | --------------------------------------------------------------------- | --------------------------------------------------------------------- |
| 4-11-1925                                                             | Padova                                                                | Italia                                                                | 2 – 1                                                                 | Jugoslavia                                                            | Amichevole                                                            | 2                                                                     |                                                                       |
| 18-4-1926                                                             | Zurigo                                                                | Svizzera                                                              | 1 – 1                                                                 | Italia                                                                | Amichevole                                                            | -                                                                     |                                                                       |
| 9-5-1926                                                              | Milano                                                                | Italia                                                                | 3 – 2                                                                 | Svizzera                                                              | Amichevole                                                            | 1                                                                     |                                                                       |
| 17-4-1927                                                             | Torino                                                                | Italia                                                                | 3 – 1                                                                 | Portogallo                                                            | Amichevole                                                            | -                                                                     |                                                                       |
| 1-1-1928                                                              | Genova                                                                | Italia                                                                | 3 – 2                                                                 | Svizzera                                                              | Coppa Internazionale                                                  | -                                                                     |                                                                       |
| 1-6-1928                                                              | Amsterdam                                                             | Spagna                                                                | 1 – 1 dts                                                             | Italia                                                                | Olimpiadi 1928 - Quarti di finale                                     | -                                                                     |                                                                       |
| 4-6-1928                                                              | Amsterdam                                                             | Spagna                                                                | 1 – 7                                                                 | Italia                                                                | Olimpiadi 1928 - Quarti di finale (ripetizione)                       | 1                                                                     |                                                                       |
| 7-6-1928                                                              | Amsterdam                                                             | Uruguay                                                               | 3 – 2                                                                 | Italia                                                                | Olimpiadi 1928 - Semifinale                                           | -                                                                     |                                                                       |
| 9-6-1928                                                              | Amsterdam                                                             | Egitto                                                                | 3 – 11                                                                | Italia                                                                | Olimpiadi 1928 - Finale 3º-4º posto                                   | 3                                                                     | 3º posto                                                              |
| 3-3-1929                                                              | Bologna                                                               | Italia                                                                | 4 – 2                                                                 | Cecoslovacchia                                                        | Coppa Internazionale                                                  | -                                                                     |                                                                       |
| 7-4-1929                                                              | Vienna                                                                | Austria                                                               | 3 – 0                                                                 | Italia                                                                | Coppa Internazionale                                                  | -                                                                     |                                                                       |
| 28-4-1929                                                             | Torino                                                                | Italia                                                                | 1 – 2                                                                 | Germania                                                              | Amichevole                                                            | -                                                                     |                                                                       |
| 10-4-1932                                                             | Parigi                                                                | Francia                                                               | 1 – 2                                                                 | Italia                                                                | Amichevole                                                            | -                                                                     |                                                                       |
| 1-1-1933                                                              | Bologna                                                               | Italia                                                                | 3 – 1                                                                 | Germania                                                              | Amichevole                                                            | 1                                                                     | Cap.                                                                  |
| 2-4-1933                                                              | Ginevra                                                               | Svizzera                                                              | 0 – 3                                                                 | Italia                                                                | Coppa Internazionale                                                  | 2                                                                     |                                                                       |
| 7-5-1933                                                              | Firenze                                                               | Italia                                                                | 2 – 0                                                                 | Cecoslovacchia                                                        | Coppa Internazionale                                                  | 1                                                                     |                                                                       |
| 13-5-1933                                                             | Roma                                                                  | Italia                                                                | 1 – 1                                                                 | Inghilterra                                                           | Amichevole                                                            | -                                                                     |                                                                       |
| 27-5-1934                                                             | Roma                                                                  | Italia                                                                | 7 – 1                                                                 | Stati Uniti                                                           | Mondiali 1934 - Ottavi di finale                                      | 3                                                                     |                                                                       |
| 31-5-1934                                                             | Firenze                                                               | Italia                                                                | 1 – 1 dts                                                             | Spagna                                                                | Mondiali 1934 - Quarti di finale                                      | -                                                                     |                                                                       |
| 3-6-1934                                                              | Milano                                                                | Italia                                                                | 1 – 0                                                                 | Austria                                                               | Mondiali 1934 - Semifinale                                            | -                                                                     |                                                                       |
| 10-6-1934                                                             | Roma                                                                  | Italia                                                                | 2 – 1 dts                                                             | Cecoslovacchia                                                        | Mondiali 1934 - Finale                                                | 1                                                                     | 1º titolo mondiale                                                    |
| Totale                                                                |                                                                       | Presenze                                                              | 21                                                                    |                                                                       | Reti (18º posto)                                                      | 15                                                                    |                                                                       |

### Statistiche da allenatore

#### Club
| Stagione            | Squadra         | Campionato      | Campionato | Campionato | Campionato | Campionato | Coppe nazionali | Coppe nazionali | Coppe nazionali | Coppe nazionali | Coppe nazionali | Coppe continentali | Coppe continentali | Coppe continentali | Coppe continentali | Coppe continentali | Altre coppe | Altre coppe | Altre coppe | Altre coppe | Altre coppe | Totale | Totale | Totale | Totale | % Vittorie |
| Stagione            | Squadra         | Comp            | G          | V          | N          | P          | Comp            | G               | V               | N               | P               | Comp               | G                  | V                  | N                  | P                  | Comp        | G           | V           | N           | P           | G      | V      | N      | P      | %          |
| ------------------- | --------------- | --------------- | ---------- | ---------- | ---------- | ---------- | --------------- | --------------- | --------------- | --------------- | --------------- | ------------------ | ------------------ | ------------------ | ------------------ | ------------------ | ----------- | ----------- | ----------- | ----------- | ----------- | ------ | ------ | ------ | ------ | ---------- |
| nov. 1933-gen. 1934 | Bologna         | A               | 7          | 3          | 3          | 1          | -               | -               | -               | -               | -               | -                  | -                  | -                  | -                  | -                  | -           | -           | -           | -           | -           | 7      | 3      | 3      | 1      | 42,86      |
| 1945-1946           | Bologna         | DN              | 13         | 6          | 2          | 5          | -               | -               | -               | -               | -               | -                  | -                  | -                  | -                  | -                  | -           | -           | -           | -           | -           | 13     | 6      | 2      | 5      | 46,15      |
| Totale carriera     | Totale carriera | Totale carriera | 20         | 9          | 5          | 6          |                 | -               | -               | -               | -               |                    | -                  | -                  | -                  | -                  |             | -           | -           | -           | -           | 20     | 9      | 5      | 6      | 45,00      |

## Palmarès

### Giocatore

#### Club

##### Competizioni nazionali
- Campionato italiano: 4

Bologna: 1924-1925, 1928-1929, 1935-1936, 1936-1937

##### Competizioni internazionali
- Coppa dell'Europa Centrale: 2

Bologna: 1932, 1934
- Torneo Internazionale dell'Expo Universale di Parigi 1937: 1

Bologna: 1937

#### Nazionale
- Bronzo olimpico: 1

Amsterdam 1928
- Coppa Internazionale: 2

1927-1930, 1933-1935
- Campionato mondiale: 1

Italia 1934

#### Individuale
- Capocannoniere della Serie A: 1

1931-1932 (25 gol)
- Inserito nella Hall of fame del calcio italiano

2012 (riconoscimento alla memoria)

### Allenatore

#### Club

##### Competizioni nazionali
- Coppa Alta Italia: 1

Bologna: 1946 (In coppia con Pietro Genovesi)